# 데이비드 우리
데이비드 유리(David Ury, 영어 발음: /'jʊəri/, 1973년 9월 30일 ~ )는 미국의 배우, 작가, 번역가이다.

## 출연 작품

### 영화
- 파파라치 (2004)
- 우량시민 에드워즈 (2004, Able Edwards)
- 다크 라이드 (2006, Dark Ride)
- 내셔널 트레져: 비밀의 책 (2007)
- 거침없이 쏴라! 슛 뎀 업 (2007)
- 파라솜니아 (2008)
- Reversion (2008)
- 레버넌트 (2009) - ATM 도둑 역
- Lake Los Angeles (2014)
- 리틀 보이 (2015) - 펜트 씨 역
- 신데렐라 스토리: 이프 더 슈 피츠 (2016)
- 31 (2016)

### 텔레비전
- 히어로즈 (2006-09)
- 라이프 (2008-09)
- 브레이킹 배드 (2009) - 스푸지 역
- 그림 형제 (2014)
- 파워스 (2015-16, Powers)